# Imre ciprusi király
Imre ciprusi király, más néven Imre jeruzsálemi király (Poitou, 1144 körül – Akko, 1205. április 1.) a Lusignan-ház tagja,  Jeruzsálem címzetes királya és Ciprus ura, majd királya.

## Élete
VIII. Hugó lusignani gróf fia és Guidó jeruzsálemi király bátyja volt. A hattíni csatában, testvéréhez hasonlóan, ő is fogságba került. Guidó a Jeruzsálemi Királyság trónjának elvesztése után Ciprus ura lett, 1194-ben bekövetkezett halála után pedig Imre lépett a helyébe. Guidót nem koronázták Ciprus királyává, Imrét azonban uralkodásának harmadik évében, 1197. szeptember 22-én Nicosiában igen, így ő lett Ciprus első Lusignan-királya.
Első felesége Ibelin Eschiva volt, akivel közös gyermekük, Hugó utódja lett Ciprus trónján. Eschiva 1197 októberében bekövetkezett halála után feleségül vette I. Izabella jeruzsálemi királynőt, és a házasság révén Jeruzsálem királya lett. Első házasságából hat, másodikból három gyermek született.
Az 1197-es keresztes hadjáratot követően öt évre szóló fegyverszünetet kötött a muszlimokkal. Noha a megállapodást több alkalommal mindkét oldalról megszegték, 1204-ben újabb hat évre meghosszabbították.
Imre 1205-ben vérhas, vagy mérgezés következtében halt meg. (1205-ben, rövid idő alatt családjának több tagja is elhunyt: fiai, Guidó, János és Imre az év elején, felesége pedig a király után nem sokkal – egyes források szerint négy nappal – vesztette életét, de az év során elhunyt első házasságából származó legfiatalabb gyermeke, Alix is.) A Nicosiai Szent Szófia székesegyházban, a mai Selimiye mecsetben temették el.
Halálával a két királyság irányítása ismét kettévált: Ciprus trónjára első házasságából származó tízéves fia, Hugó lépett, a Jeruzsálemi Királyság vezetését pedig özvegye, Izabella folytatta, de mivel kevéssel megözvegyülése után ő is meghalt, egyik korábbi házasságából született 13 éves lánya, Mária lett a jeruzsálemi királynő.

## Fordítás
- Ez a szócikk részben vagy egészben  az   Aimery of Cyprus című angol Wikipédia-szócikk ezen változatának fordításán alapul.  Az eredeti cikk szerkesztőit annak laptörténete sorolja fel. Ez a jelzés csupán a megfogalmazás eredetét és a szerzői jogokat jelzi, nem szolgál a cikkben szereplő információk forrásmegjelöléseként.